# 黒雪 中国の朝鮮戦争参戦秘史
『黒雪 中国の朝鮮戦争参戦秘史』（くろゆき ちゅうごくのちょうせんせんそうさんせんひし）は、葉雨蒙のドキュメンタリー小説。原題『黒雪　出兵朝鮮紀実』（中国語: 黑雪：出兵朝鲜纪实、1989年）。著：葉雨蒙、訳：朱建栄・山崎一子（1990年、同文舘）

## 章タイトル
（カッコ内は原著の章タイトル）
- 1.毛沢東の焦燥　（建国はじめての夏、毛沢東は不安を抱く）
- 2.仁川上陸　（ときには戦場も賭場となりうる―マッカーサーは仁川に巨大な賭けをした）
- 3.最高軍事会議　（隣家に火がついてもそのまま安心していられるか。最高軍事会議の意見は一致せず、彭徳懐が危機に臨んで特命を受ける）
- 4.米軍北進　（マッカーサーは、三八度線はたんなる緯度にすぎず、国連軍がこれを越えるのを阻止する、いかなる力も存在しないことを主張する）
- 5.出兵中止　（矢をつがえておきながら、毛沢東は突然弓を引く手を止めた）
- 6.モスクワ交渉　（周恩来は林彪を誘ってモスクワに飛んだ。中国の同志の義挙に、スターリンは感動して涙を流した）
- 7.ウェーク島会談　（にこやかにタラップを降りたトルーマンに、マッカーサーは欠礼した）
- 8.鴨緑江の彼方へ　（金日成が彭徳懐の手を握り、高名をかねてから聞き及んでいると言った）
- 9.第一次戦役　（熙川に米軍の黒人連隊が突然現れたとは。梁興初軍団長は慎重のあまり、緒戦の好機を逸した）
- 10.鴨緑江爆撃　（マッカーサーの傲慢さは、出くわした獅子も羊に見てしまう）
- 11.大戦前の反省　（彭徳懐は、私は馬稷を斬る度胸は出来ているぞ、と叫んだ）
- 12.「クリスマス帰国攻勢」前夜　（感謝祭の夜、米軍兵士は豪勢なターキーを食べたが…）
- 13.第二次戦役　（一戦後、「万歳軍」の評判は酷寒の朝鮮戦線に広く伝わった）
- 14.原爆投入を示唆　（マッカーサーとトルーマンは原子爆弾に賭けようとした。彼らの失敗の原因が武器にあるとは知らずに）
- 15.ふたたび三八度線で　（彭徳懐が岡の上から見た山陰の積雪は、黒かった）

## 名文
- （15章より）突然、彭徳懐は足を止めた―左手の日陰の山上の積雪が、硝煙と爆発の塵煙で黒く染まっていた！

「あれを見ろ、黒い雪、黒い雪だ…」彭徳懐は訥々といった。「これが現代戦争なのだ…」
- （結び）三十数年来、毎年冬になると、やわらかい白雪が烈士の墓地を覆う。その雪はふたたび黒くなることはない。